# Joe Piscopo
Joe Piscopo (Passaic (New Jersey), 17 juni 1951), geboren als Joseph Charles John Piscopo, is een Amerikaans acteur, filmproducent, scenarioschrijver en komiek.

## Biografie
Piscopo heeft de high school doorlopen aan de West Essex High School in Caldwell (New Jersey) en Jones College in Jacksonville (Florida). 
Piscopo begon in 1976 met acteren, met een kleine rol, in de film King Kong. Hierna heeft hij nog meerdere rollen gespeeld in films en televisieseries. Zijn grote doorbraak was met zijn optreden als acteur en komiek in de televisieserie Saturday Night Live waar hij in tweeënzeventig afleveringen speelde (1980-1984). Hij trad hier onder andere op met Eddie Murphy waar hij een goede vriendschap mee overhield. 
Piscopo was van 1973 tot en met 1988 getrouwd en heeft hieruit een zoon, en van 1997 tot en met 2006 was hij getrouwd en heeft hieruit drie kinderen. Hij woont nu in Hunterdon County.

## Filmografie

### Films
Uitgezonderd korte films.
- 2013 How Sweet It Is – als Jack Cosmo
- 2006 Dead Lenny – als Louis Long
- 2006 The Last Request - als Angelo
- 2001 Bartleby – als Rocky
- 2000 Baby Bedlam – als Jack
- 1995 Open Season – als Hamlet
- 1995 Two Bits & Pepper – als Zike / Spider
- 1995 Captain Nuke and the Bomber Boys – als mr. Wareman
- 1994 Huck and the King of Hearts – als Max
- 1992 Sidekicks – als Kelly Stone
- 1988 Dead Heat – als rechercheur Doug Bigelow
- 1986 Wise Guys – als Moe Dickstein
- 1984 Johnny Dangerously – als Danny Vermin
- 1984 The House of God – als dr. Fishberg
- 1977 American Tickler – als aankondiger
- 1976 King Kong – als man

### Televisieseries
Uitgezonderd eenmalige gastrollen.
- 2000 – 2002 100 Deeds for Eddie McDowd – als Salli / Watt (stemmen) – 12 afl.
- 1980 – 1984 Saturday Night Live – als diverse personages – 72 afl.

### Filmproducent
- 2012 Joe Piscopo: A Night at Club Piscopo - film
- 1988 Joe Piscopo Live! – film
- 1986 The Joe Piscodo New Jersey Special – film
- 1984 The Joe Piscopo Special – film

### Scenarioschrijver
- 2013 After Dark with Joe Piscopo - film
- 2012 Joe Piscopo: A Night at Club Piscopo - film
- 1988 Joe Piscopo Live! – film
- 1986 The Joe Piscodo New Jersey Special – film
- 1982 – 1984 Saturday Night Live – televisieserie – 39 afl.
- 1984 The Joe Piscopo Special – film

- Bibliothèque nationale de France: cb14216357h (data)
- International Standard Name Identifier: 0000 0000 3428 1630
- Library of Congress Control Number: n84163837
- MusicBrainz: b4fe540d-d245-4d96-9005-63de295edc79
- Nederlandse Thesaurus van Auteursnamen: 073353280
- Virtual International Authority File: 69141387
- WorldCat: E39PBJt8dWryKVtKrV8jkFgR8C